# Прикоп, Митикэ
Митикэ Прикоп (рум. Mitică Pricop; 25 октября 1977, Констанца) — румынский гребец-каноист, выступал за сборную Румынии в конце 1990-х — середине 2000-х годов. Чемпион и бронзовый призёр летних Олимпийских игр в Сиднее, двукратный чемпион мира, двукратный чемпион Европы, победитель многих регат национального и международного значения.

## Биография
Митикэ Прикоп родился 25 октября 1977 года в городе Констанца. Активно заниматься греблей начал в раннем детстве, проходил подготовку в Бухаресте, состоял в столичном спортивном обществе «Динамо».
Первого серьёзного успеха на взрослом международном уровне добился в 1999 году, когда попал в основной состав румынской национальной сборной и побывал на чемпионате Европы в хорватском Загребе, откуда привёз сразу четыре награды серебряного достоинства, выигранные в различных дисциплинах. Кроме того, на последовавшем чемпионате мира в Милане трижды поднимался на пьедестал почёта: в зачёте четырёхместных каноэ получил бронзу на дистанции 200 метров, а также серебро на дистанциях 500 и 1000 метров.
Благодаря череде удачных выступлений Прикоп удостоился права защищать честь страны на летних Олимпийских играх 2000 года в Сиднее — вместе с напарником Флорином Попеску выиграл бронзу среди каноэ-двоек на пятистах метрах, уступив в решающем заезде только экипажам из Венгрии и Польши, тогда как на тысяче метрах обогнал всех своих соперников и завоевал тем самым золотую олимпийскую медаль.
Став олимпийским чемпионом, Митикэ Прикоп остался в основном составе румынской национальной сборной и продолжил принимать участие в крупнейших международных регатах. Так, в 2001 году он добился звания двукратного чемпиона Европы на европейском первенстве в Милане, одержав победу в двойках на пятистах и тысяче метрах. В то время как на чемпионате мира в польской Познани вынужден был довольствоваться бронзовой медалью в полукилометровой программе двухместных экипажей. Год спустя на европейском первенстве в венгерском Сегеде взял серебро в четвёрках на километре. На мировом первенстве в Севилье добавил в послужной список бронзу в четвёрках на дистанции 200 метров и золото в четвёрках на дистанции 500 метров. Ещё через год в американском Гейнсвилле в точности повторил прошлогоднее достижение, при этом в обеих дисциплинах он продвинулся на одну строчку вверх из-за дисквалификации команды России (российский гребец Сергей Улегин был уличён в употреблении запрещённых веществ).
Будучи одним из лидеров гребной команды Румынии, благополучно прошёл квалификацию на Олимпийские игры 2004 года в Афинах — стартовал на сей раз в одиночках на тысячеметровой дистанции и в такой непривычной для себя дисциплине сумел дойти только до стадии полуфиналов, где финишировал пятым. Вскоре по окончании этих соревнований принял решение завершить карьеру профессионального спортсмена, уступив место в сборной молодым румынским гребцам.

## Награды
- Командор национального ордена «За заслуги» (2000)[1].
- Орден «За спортивные заслуги» I степени (2008)[1].
- Почётная грамота Правительственной комиссии по делам соотечественников за рубежом (2015)[2].